# Trachysomus mexicanus
Trachysomus mexicanus là một loài bọ cánh cứng trong họ Cerambycidae.